# Parafia św. Wawrzyńca w Śmiałowicach
Parafia św. Wawrzyńca w Śmiałowicach znajduje się w dekanacie świdnickim wschodnim w diecezji świdnickiej. Była erygowana w XIV w. Jej proboszczem jest ks. dr Julian Nastałek.